# Palacio del Condestable (Pamplona)
El Palacio del Condestable de Navarra en Pamplona, conocido simplemente como Palacio del Condestable o también como Civivox Condestable, es un edificio histórico, situado en la confluencia de las calles Mayor y Jarauta de Pamplona.
La distribución del edificio es de estilo renacentista, con un vestíbulo en la fachada principal que da acceso al patio central, de forma rectangular y formado por columnas octogonales de piedra.
Es el único exponente de la arquitectura civil de la Pamplona del siglo XVI.
Declarado Bien de Interés Cultural en 1997, fue reformado para su uso público. La idea principal del proyecto fue recuperar los trazos originales del edificio. De esta forma, se descubrieron elementos interesantes, como los alfarjes en los falsos techos de las estancias perimetrales. 
El 22 de abril de 2009 se inauguró como centro cívico, de ahí el sobrenombre de Civivox Condestable. También alberga las oficinas del Registro General del Ayuntamiento de Pamplona en su planta baja, así como el Museo de Sarasate, donde se conserva el inmenso legado que el músico Pablo Sarasate donó a la ciudad de Pamplona.

## Contexto
El palacio se encuentra en Pamplona, capital de Navarra, al norte de España.
El clima de la ciudad es de transición entre el tipo mediterráneo y atlántico. Se caracteriza por ser templado-frío, con marcados contrastes y variaciones significativas de un año a otro. Las temperaturas pueden superar los 35 °C en julio y agosto, y bajar de 0 °C en enero. Es una ciudad muy húmeda, con inviernos fríos y precipitaciones elevadas. El viento dominante es del noroeste.
El patrón urbano del área es muy compacto, lo que favorece la acumulación de esta humedad en algunas zonas. 
Más concretamente, el edificio está situado en el casco antiguo de Pamplona, en la intersección de las calles Mayor y Jarauta. Es una zona de alto valor histórico, principalmente residencial, donde no hay vías principales; las calles son estrechas y mayormente peatonales. Es una zona muy concurrida, con numerosas actividades culturales y comercios cercanos.
Frente al edificio se encuentra la iglesia de San Saturnino, una Iglesia católica del siglo XIII. Además, el palacio se sitúa en el recorrido del Camino de Santiago. Está próximo al Ayuntamiento, el Museo de Navarra y la plaza del Castillo, la plaza principal del casco antiguo.

## Historia
El Palacio del Condestable de Navarra en Pamplona es una de las edificaciones más importantes de las acometidas en la capital del reino a lo largo del siglo XVI y la más sobresaliente desde el punto de vista de la arquitectura señorial. 
Para conocer el origen del palacio, es necesario remontarse a 1548, año en que Luis de Beaumont, Condestable de Navarra, compró cuatro casas colindantes para ampliar la suya, que estaba en la esquina de la calle Mayor. El título de Condestable de Navarra proviene del primer tercio del siglo XV y se utilizaba para designar a los nobles encargados de portar el estandarte real. También fue sede del ayuntamiento mientras se construía el actual edificio barroco de 1752 a 1760.
Tras su muerte, la casa-palacio pasó a la familia de su yerno: la Casa de Alba. Su siguiente propietario, en 1590, fue el obispo Bernardo Rojas, y perteneció al Obispado de Pamplona durante 150 años, como residencia oficial.
A finales del siglo XIX sufrió numerosas reformas bajo su nuevo propietario, Juan Seminario, con el fin de transformarlo en viviendas de alquiler, pequeños comercios, talleres y otros locales, cambiando el aspecto de sus fachadas. En esta época el edificio se integró completamente en la trama urbana. Estas reformas fueron realizadas por Pedro Arrieta. Una de las intervenciones más destacadas fue en la esquina de las fachadas, donde se sustituyó el balcón por un chaflán con miradores. Fue el primer chaflán del casco antiguo.
Declarado Bien de Interés Cultural en 1997, fue reformado para su uso público. El 22 de abril de 2009 se inauguró como centro cívico, de ahí el sobrenombre de Civivox Condestable.
En el año 2000, el Ayuntamiento compró el edificio, que iba a ser demolido. Fue restaurado y transformado en un centro cívico y cultural, abierto al público en 2008. La rehabilitación fue realizada por los ganadores del concurso: Tabuenca & Leache Arquitectos. Su objetivo fue recuperar la apariencia y configuración original del edificio.

## Sobre los arquitectos
Tabuenca & Leache Arquitectos es un estudio fundado en 1991 por Fernando Tabuenca y Jesús Leache, con sedes en Pamplona y Madrid.
Su trabajo es muy diverso en función y escala, abarcando desde planeamiento urbano hasta diseño interior y mobiliario. Realizan edificios administrativos, industriales, centros asistenciales, polideportivos, culturales, educativos, religiosos, viviendas unifamiliares y colectivas, tanto de carácter público como privado.
En los últimos años, han puesto especial énfasis en la restauración y los conjuntos urbanos.
Muchos de sus trabajos han sido publicados en libros y revistas especializadas, tanto nacionales como internacionales. Participan en conferencias y han impartido docencia en algunas universidades.
Recibieron el premio COAVN 2010 en la categoría de Rehabilitación y Restauración por el proyecto del Condestable.

## Marco legal
La restauración del palacio fue financiada por el Ayuntamiento de Pamplona y la Unión Europea, a través del Plan URBAN, un programa iniciado en 2001 que promueve el desarrollo urbano, especialmente en los barrios de la Rochapea y el Casco Antiguo. Está financiado en un 50% por la Unión Europea.
El plan prohíbe modificaciones estructurales que alteren la configuración original del edificio, orienta sobre los materiales a utilizar, y exige que las nuevas incorporaciones sean distinguibles pero respetuosas con el contexto histórico.
El palacio fue declarado Bien de Interés Cultural en 1997. Por ello, cualquier modificación requiere autorización. Además, las visitas públicas, investigaciones e inspecciones son obligatorias. Goza de privilegios fiscales y puede recibir ayudas económicas para su mantenimiento y restauración. Debe estar protegido por un plan urbanístico o un plan especial.
Al estar ubicado en el centro histórico, también está sujeto al PEPRI (Plan Especial de Protección y Reforma Interior), cuyo objetivo es mantener la estructura urbana y arquitectónica de la zona.
Asimismo, como se ha mencionado, el palacio se encuentra en el Camino de Santiago, una ruta declarada Patrimonio de la Humanidad por la UNESCO, y está sujeto a protección cultural y paisajística.

## Restauración
La restauración se realizó entre los años 2002 y 2008, con la participación de arquitectos, ingenieros, arqueólogos, restauradores e historiadores.
El principal objetivo del equipo fue recuperar el carácter original de la casa, aunque no necesariamente su imagen exacta.

### Materiales
La intervención pretende ser un nuevo capítulo en la historia del edificio, pero contando la misma historia. Así, los materiales actúan como puente entre el pasado y el presente, utilizando piedra local, barro cocido, madera y morteros de cal y yeso: materiales tradicionales y originales del edificio.
Se recuperaron elementos como los alfarjes en los techos, o las columnas de piedra del patio. Los alfarjes conservaron su función estructural original, reforzados mediante el aumento de las dimensiones de las vigas con refuerzos de madera laminada y uniones de madera.
También se utilizaron materiales y técnicas modernas, como el hormigón para reforzar cimientos y muros, o tirantes de acero. Estos nuevos elementos buscan la continuidad, no el contraste.

### Intervenciones
La intervención más importante fue en el núcleo central: el patio principal y un pequeño patio trasero. Las entreplantas y divisiones de intervenciones anteriores habían hecho irreconocible el edificio, por lo que fueron demolidas. Solo se conservaron ocho columnas octogonales de la construcción original.
Se construyó un nuevo núcleo en hormigón armado, que refuerza los muros interiores que soportan la cubierta. La conexión con los muros de fachada se realiza mediante tirantes de acero ocultos en los alfarjes. Este núcleo no solo refuerza los muros, sino que evita su colapso; la fachada de la calle Jarauta había sufrido desplomes debido al empuje de las vigas.
La estructura de la cubierta se hizo con vigas de madera laminada apoyadas en los muros interiores, liberando así a las columnas de piedra originales de la carga. Las vigas son delgadas y altas, y soportan superficies acristaladas que iluminan el patio, recordando su estado original, cuando era abierto. Estas superficies también actúan como parasoles.
El primer patio fue rediseñado a su forma original, como un espacio central de dos niveles. Funciona como área principal de relación y circulación. En vez de dejarlo abierto, se optó por cerrarlo debido al clima húmedo de Pamplona. Esto mejora la climatización y evita subdividir las estancias para crear pasillos.
El volumen se prolonga en el último nivel, sobresaliendo del edificio.
Las salas alrededor del patio mantienen su unidad estética y formal; no están subdivididas, ya que la circulación y servicios se resuelven dentro del núcleo. Los pisos superiores se acceden por escaleras nuevas junto al patio.
En el salón de actos se excavó una grada inclinada para elevar el escenario y conectar con el nivel original del suelo de una estructura medieval preexistente en el ala norte, caracterizada por tres grandes arcos apuntados.
Las galerías están hechas de madera, con un patrón denso de vigas que no solo es visualmente interesante, sino que también oculta discretamente las instalaciones del edificio.
Otras acciones restaurativas incluyeron la reposición de fábrica de ladrillo en zonas de la planta baja donde se cerraron huecos anteriores, y trabajos en el muro medianero donde se detectó humedad causada por un jardín en el edificio colindante.

## RESTAURACIÓN FUTURA
Actualmente (2025), el palacio está en riesgo de colapso. En 2024 se detectó una grieta en una viga de madera en la llamada “Sala C”, en la segunda planta. Se llevará a cabo una intervención para reducir la deformación y mejorar la resistencia estructural. Por ahora, la sala está cerrada y las vigas apuntaladas. La fisura se produjo en un nudo débil debido a cargas dinámicas en el piso superior.
Se intervendrá una viga con una reparación directa, y se reforzarán preventivamente otras doce. Para ello se instalará un refuerzo metálico diseñado específicamente para este proyecto: un “corsé” metálico ligero aplicado solo en la cara inferior de las vigas, dejando visibles las caras superiores para preservar la estética del espacio.
El sistema propuesto es un modelo de cercha tipo Fink de doble pendolón, que redistribuye las cargas desde el centro hacia los extremos de las vigas, manteniendo la resistencia estructural y reduciendo esfuerzos en las zonas vulnerables.
La obra ha sido encargada a Construcciones Leache S.L., empresa especializada en intervenciones sobre edificios históricos, y será supervisada por Pamplona Centro Histórico – Iruña Biziberritzen S.A.
Se realizará en dos fases. En la primera se instalará el refuerzo inicial, sujeto a aprobación del arquitecto director, los arquitectos originales, la Oficina de Rehabilitación de Vivienda (ORVE) y la Dirección General de Cultura – Institución Príncipe de Viana. Una vez aprobado, se completará la intervención.
La intervención se llevará a cabo íntegramente desde la Sala C, sin afectar muros de carga ni apoyos de vigas, y sin necesidad de intervenir en el piso superior.
Los estudios del Servicio de Mantenimiento de Edificios del Área de Conservación Urbana revelan no solo el deterioro de las vigas, sino también filtraciones de agua provocadas por las abundantes precipitaciones. Estas filtraciones se detectan especialmente cerca del sistema de evacuación del lucernario central y en algunas uniones de madera.

Vistas del interior del palacio
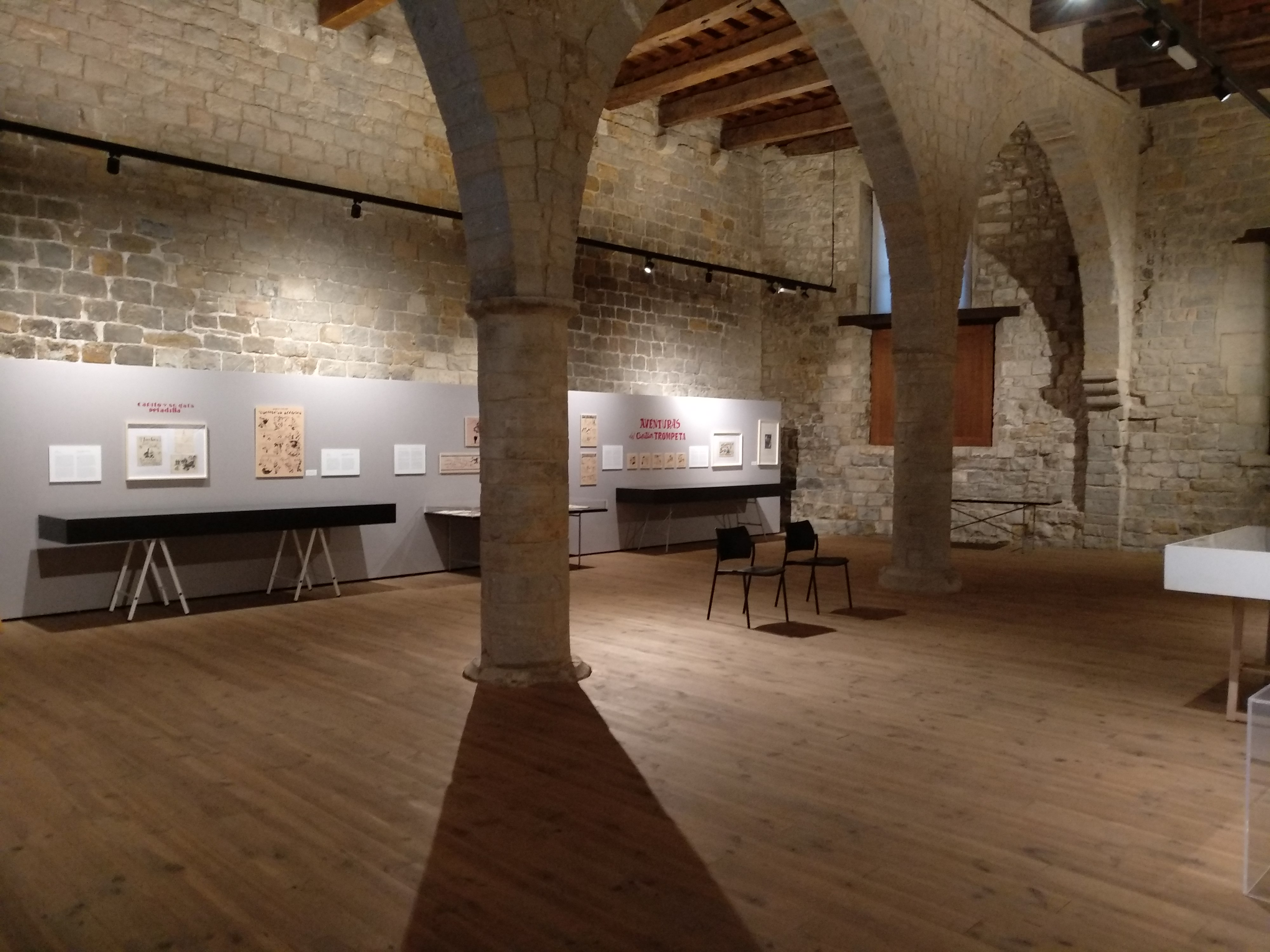
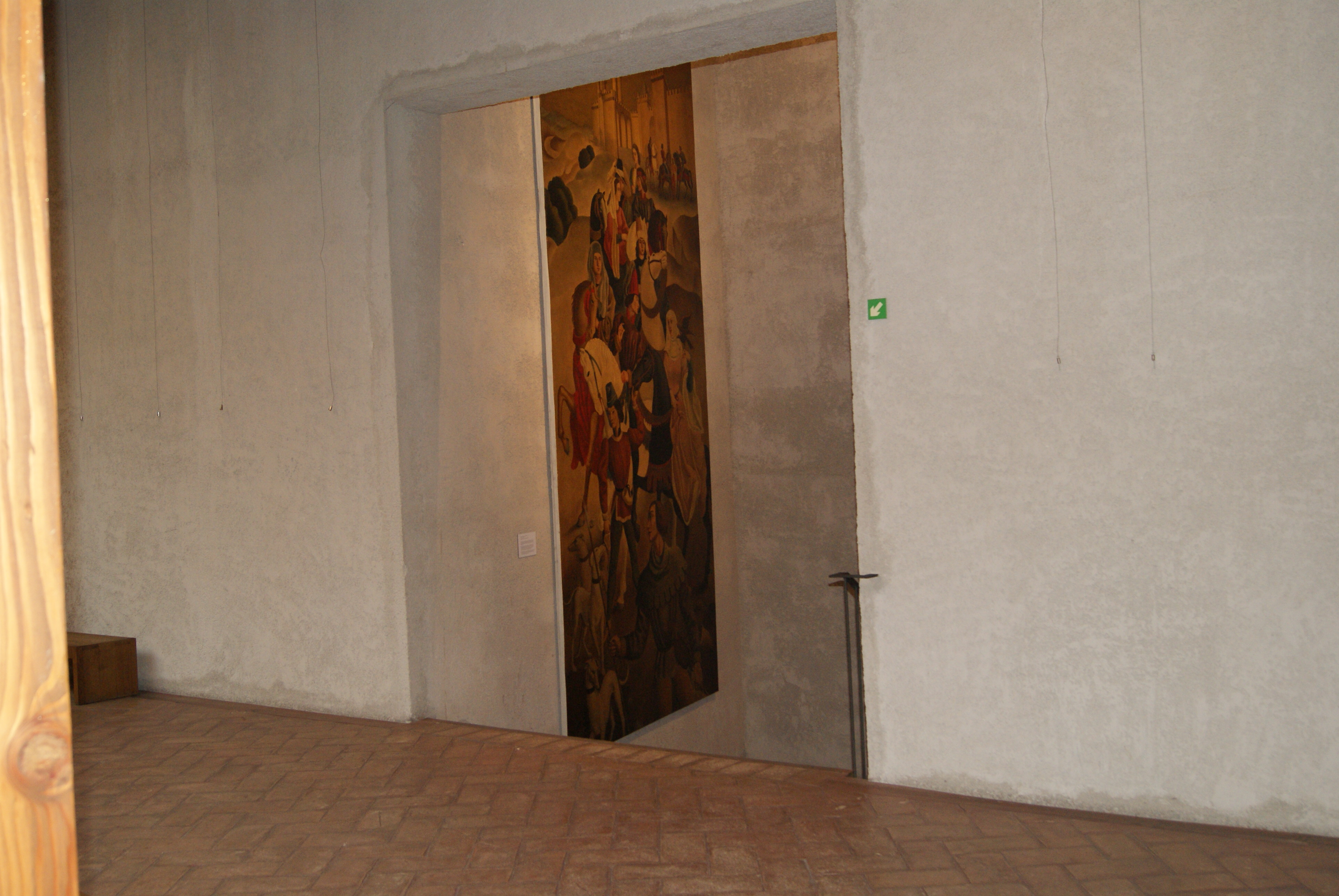
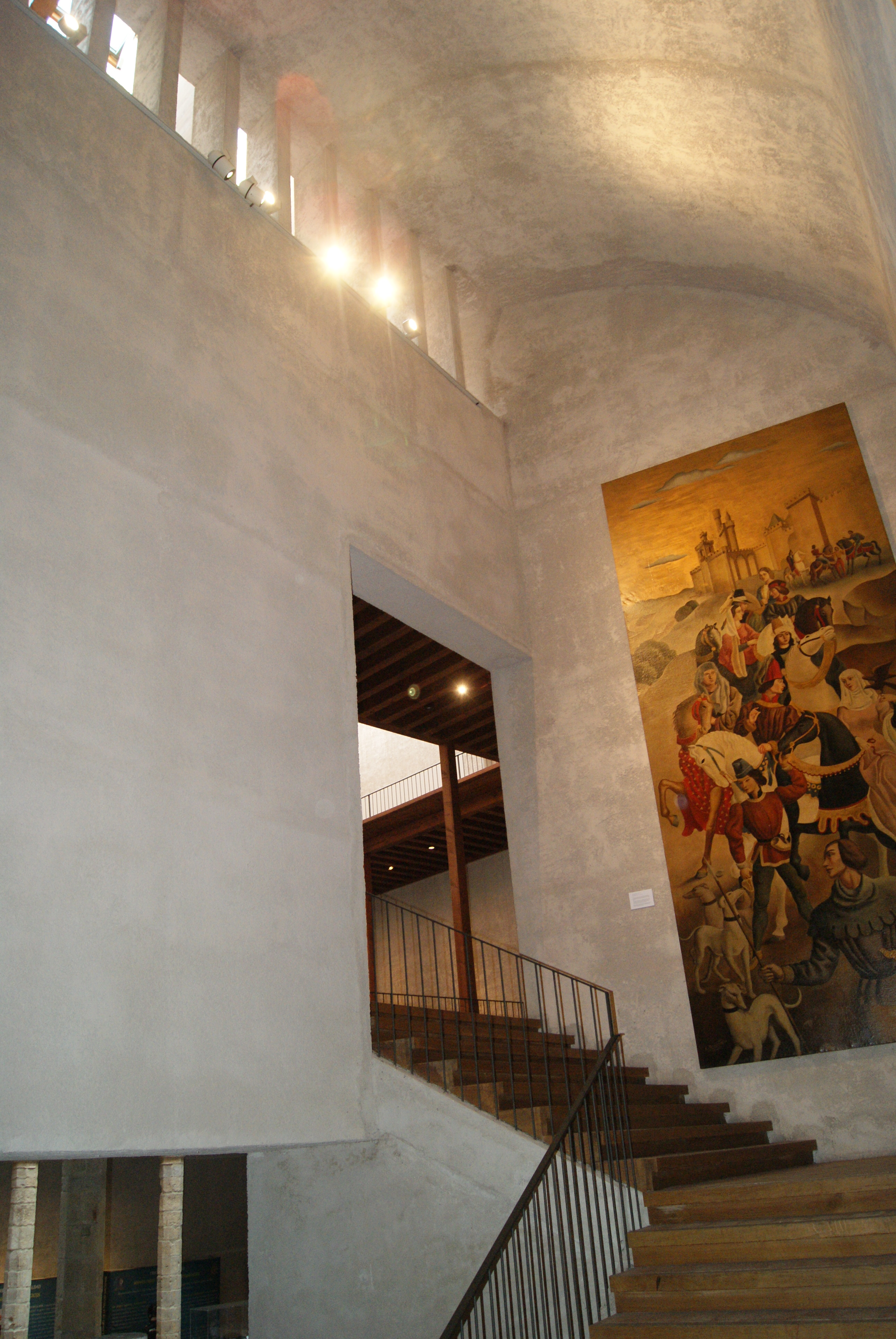
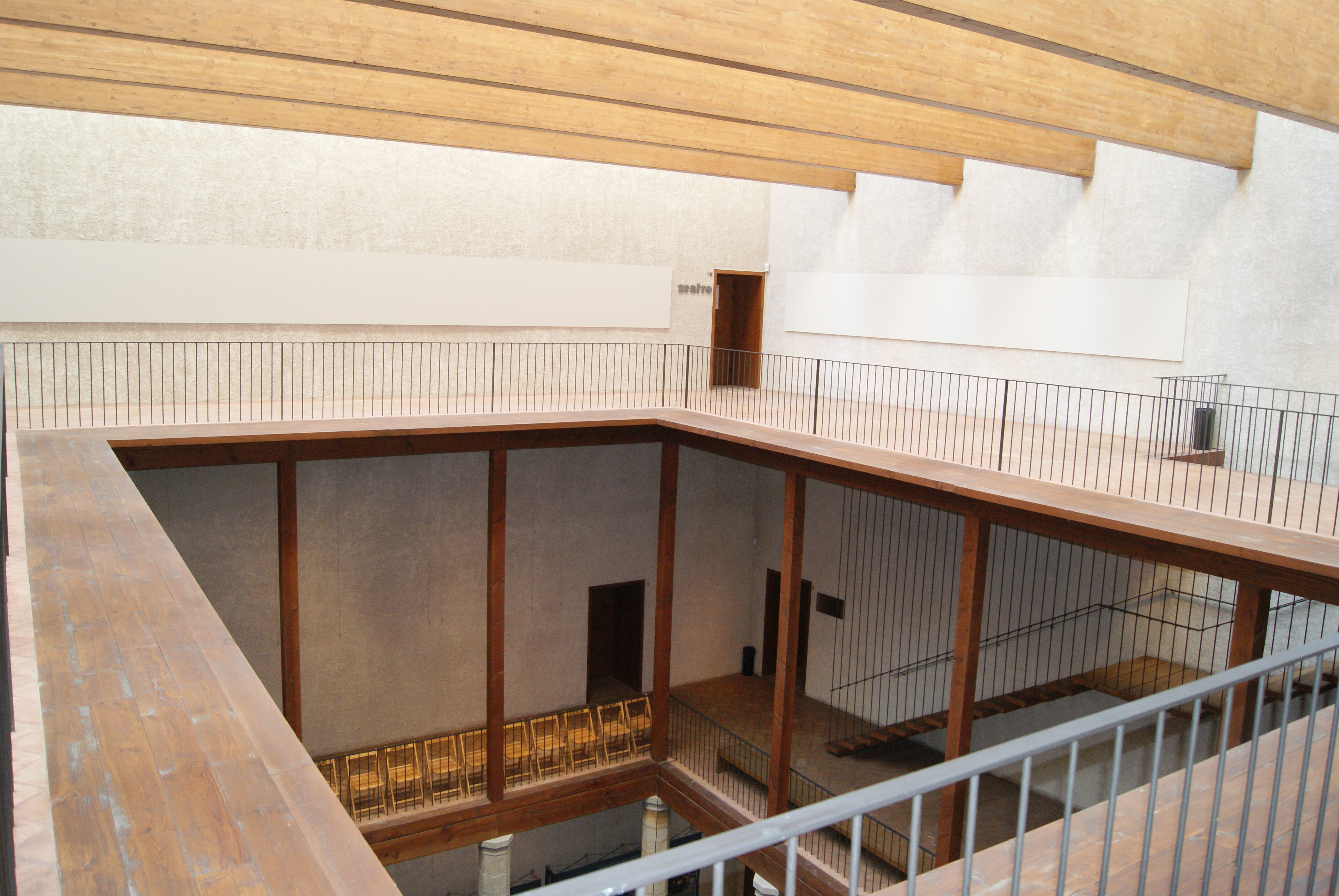
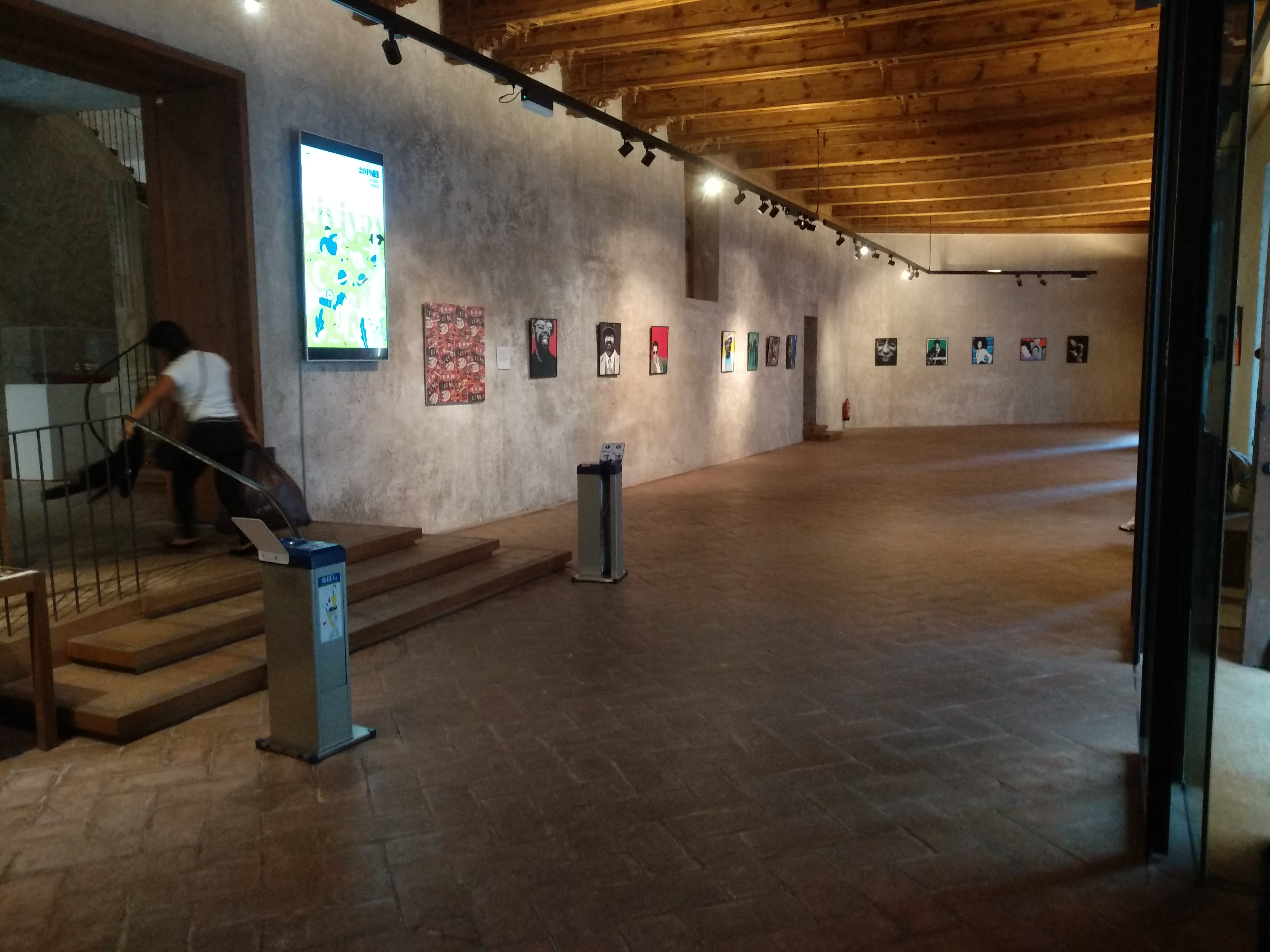
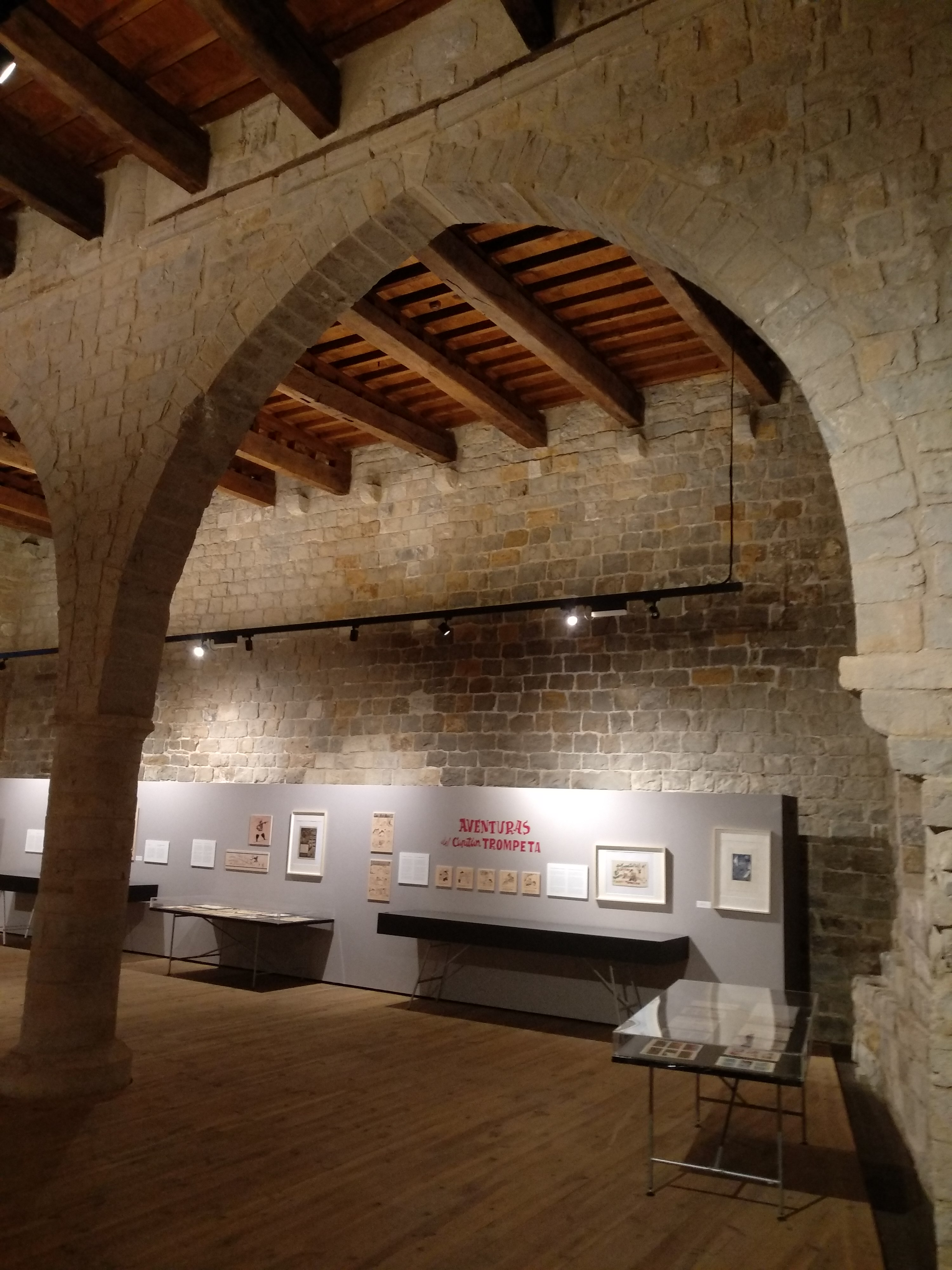
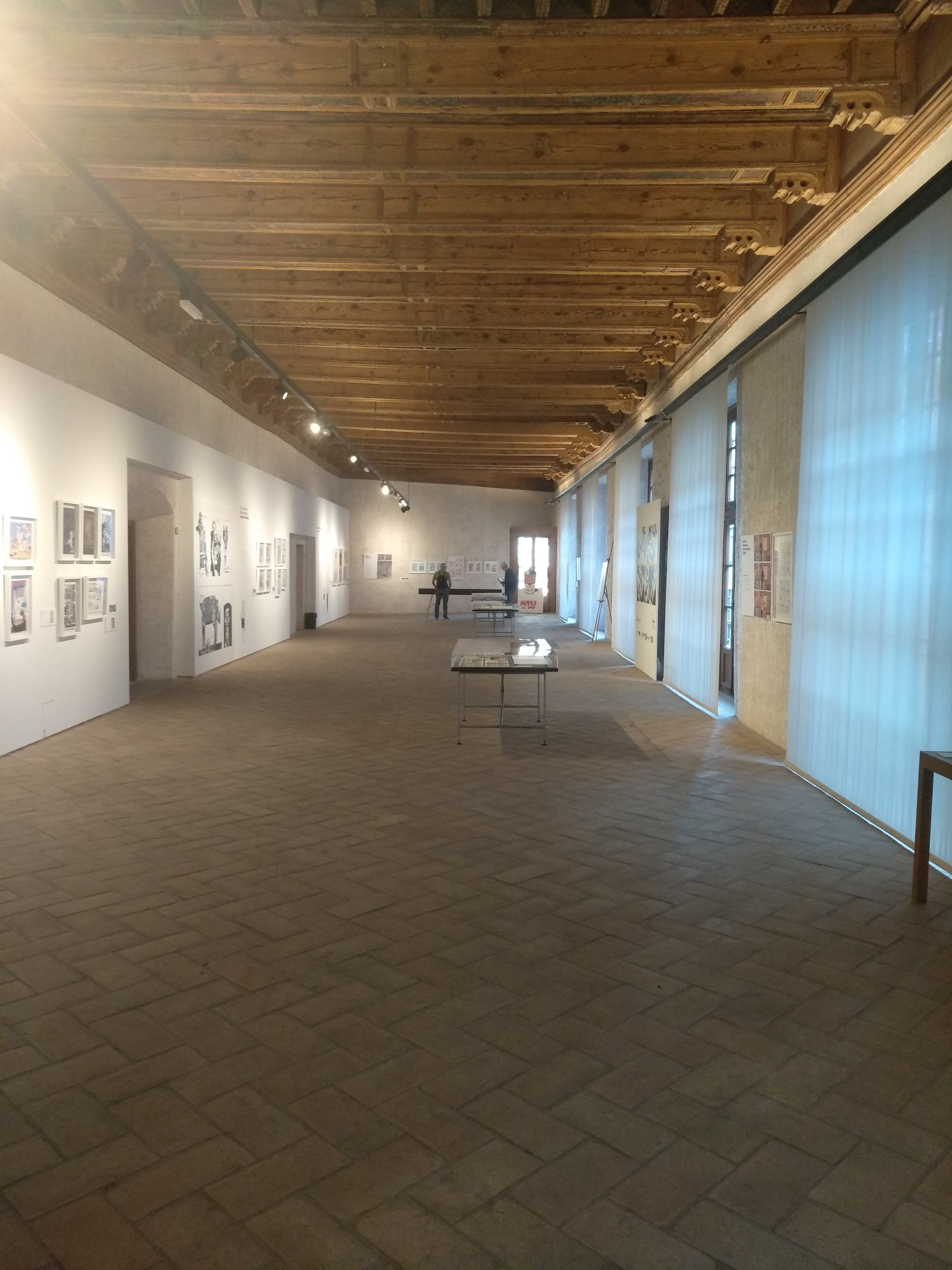
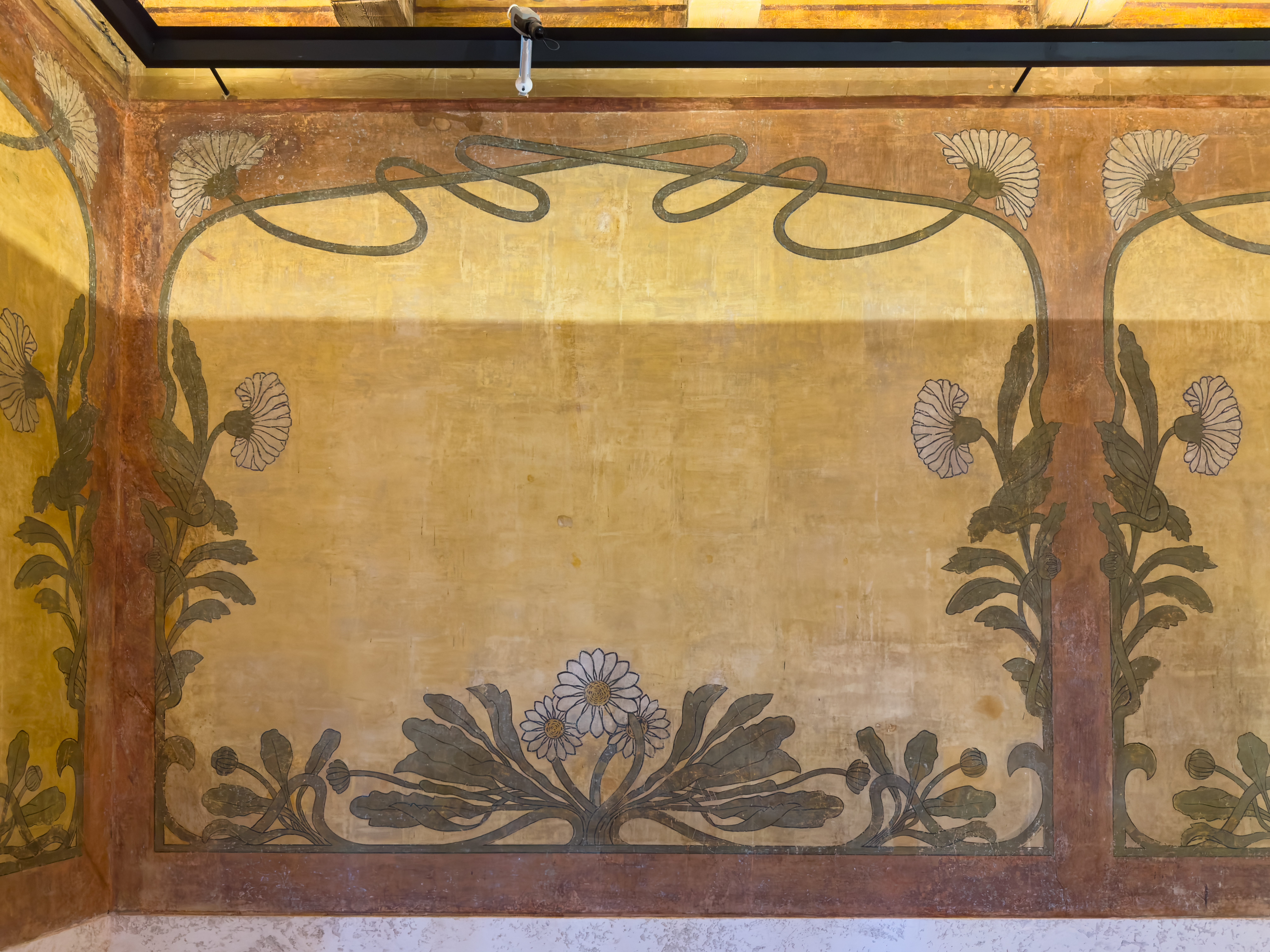